# Моравська-Тршебова
Моравська-Тршебова (чеськ. Moravská Třebová, бувше нім. Mährisch Trübau) — місто в Чехії. Площа міста становить 4 220 га. Чисельність населення — 11 414 осіб (на 2003 рік). Адміністративно місто розділене на 5 районів.

## Географія
Місто Моравська-Тршебова знаходиться на північному сході Чехії, у окрузі Світави Пардубицького краю, у регіоні Моравія. Місто лежить на березі річки Тршебувка.

## Історія
Моравська-Тршебова з часів Середньовіччя і до середини XX століття входив в історичну область Гржебечко (Schönhengstgau) в Моравії, що була найбільшим районом розселення німців в цьому регіоні. У 1938 році місто, згідно Мюнхенської угоди, було передане Німеччині. У 1945 році воно було повернене до складу Чехословаччини. Після поділу останньої місто входить до складу Чехії. У 1945—1946 роках німецьке населення міста, яке становило тоді більшість жителів, було репатрійовані в ФРН. З 1850 по 1960 рік Моравська-Тршебова була центром однойменного району.